# Харисонбург (Вирџинија)
Харисонбург (Вирџинија) (енгл. Harrisonburg) град је у америчкој савезној држави Вирџинија. По попису становништва из 2010. у њему је живело 48.914 становника.

## Демографија
Према попису становништва из 2010. у граду је живело 48.914 становника, што је 8.446 (20,9%) становника више него 2000. године.
| Група             | 2000.          | 2010.          |
| Белци             | 32.416 (80,1%) | 35.391 (72,4%) |
| Афроамериканци    | 2.394 (5,9%)   | 3.112 (6,4%)   |
| Азијати           | 1.257 (3,1%)   | 1.718 (3,5%)   |
| Хиспаноамериканци | 3.580 (8,8%)   | 7.665 (15,7%)  |
| Укупно            | 40.468         | 48.914         |